# Islam-Terek
Islam-Terek (w latach 1945-2023: Kirowskie; ukr. Іслям-Терек; ros. Ислям-Терек, Islam-Tieriek) – osiedle typu miejskiego w Republice Autonomicznej Krymu na Ukrainie, siedziba władz rejonu kirowskiego. W 2014 roku liczyło 6,9 tys. mieszkańców.
W 1945 roku zmieniono nazwę na Kirowskie (ukr. Кіровське, Kirowśke; ros. Кировское, Kirowskoje), a w 2016 - ze skutkiem od 2023 - na Islam-Terek. Status osiedla typu miejskiego posiada od 1957 roku.